# Léfki
Léfki (Lefki, Kato Lefki) är en ort i Grekland.   Den ligger i prefekturen Nomós Kastoriás och regionen Västra Makedonien, i den norra delen av landet, 400 km nordväst om huvudstaden Aten. Léfki ligger 677 meter över havet och antalet invånare är 379.
Terrängen runt Léfki är kuperad norrut, men söderut är den platt. Runt Léfki är det ganska glesbefolkat, med 47 invånare per kvadratkilometer. Närmaste större samhälle är Kastoria, 4,7 km öster om Léfki. Trakten runt Léfki består till största delen av jordbruksmark.